# Layla and Other Assorted Love Songs
Layla and Other Assorted Love Songs – jedyny album studyjny anglo-amerykańskiej grupy blues rockowej Derek and the Dominos.
Album wydany został w listopadzie 1970, przy umiarkowanej sprzedaży i mieszanych recenzjach. Zadebiutował na 16. miejscu na liście Pop Albums Billboardu, natomiast w Wielkiej Brytanii nigdy nie pojawił się na listach przebojów. W roku 2003 telewizja VH1 umieściła go na miejscu 89. na liście największych albumów wszech czasów. Pierwsze wydanie na płycie CD pojawiło się w roku 1983.
W 2003 album został sklasyfikowany na 115. miejscu listy 500 albumów wszech czasów magazynu „Rolling Stone”.

## Historia
Zespół, który nagrał album Layla and Other Assorted Love Songs powstał z frustracji Claptona spowodowanej rozgłosem, który uzyskały jego poprzednie zespoły – Cream oraz Blind Faith.
Do pracy w nagrywaniu albumu Eric zaprosił Duane’a Allmana, którego podziwiał m.in. z albumów Arethy Franklin. Natomiast Duane miał do Erica wielki szacunek. Współpraca obu gitarzystów stała się możliwa dzięki Tomowi Dowdowi, który był producentem ich obu. Choć początkowo Duane miał zagrać w zaledwie kilku utworach, w końcu zagrał w prawie wszystkich, co Bobby Whitlock skwitował: „Pomógł wydobyć to, co najlepsze w nas wszystkich”.
Większość z utworów na albumie została napisana przez Claptona i Whitlocka, jednak pojawiło się również kilka klasyków, w tym standardy bluesowe "Nobody Knows You When You're Down and Out", "It's Too Late", "Have You Ever Loved a Woman", oraz "Key to the Highway".

## Lista utworów

### Strona pierwsza
| 1. | "I Looked Away" (Eric Clapton, Bobby Whitlock)           | 3:05  |
|    |                                                          |       |
| 2. | "Bell Bottom Blues" (Clapton)                            | 5:02  |
|    |                                                          |       |
| 3. | "Keep on Growing" (Clapton, Whitlock)                    | 6:21  |
|    |                                                          |       |
| 4. | "Nobody Knows You When You're Down and Out" (Jimmie Cox) | 4:57  |
|    |                                                          |       |
|    |                                                          | 19:25 |
|    |                                                          |       |

### Strona druga
| 1. | "I Am Yours" (Clapton, Nezami)                       | 3:34  |
|    |                                                      |       |
| 2. | "Anyday" (Clapton, Whitlock)                         | 6:35  |
|    |                                                      |       |
| 3. | "Key to the Highway" (Charles Segar, Willie Broonzy) | 9:40  |
|    |                                                      |       |
|    |                                                      | 19:49 |
|    |                                                      |       |

### Strona trzecia
| 1. | "Tell the Truth" (Clapton, Whitlock)                  | 6:39  |
|    |                                                       |       |
| 2. | "Why Does Love Got to Be So Sad?" (Clapton, Whitlock) | 4:41  |
|    |                                                       |       |
| 3. | "Have You Ever Loved a Woman" (Billy Myles)           | 6:52  |
|    |                                                       |       |
|    |                                                       | 18:12 |
|    |                                                       |       |

### Strona czwarta
| 1. | "Little Wing" (Jimi Hendrix)          | 5:33  |
|    |                                       |       |
| 2. | "It's Too Late" (Chuck Willis)        | 3:47  |
|    |                                       |       |
| 3. | "Layla" (Clapton, Jim Gordon)         | 7:04  |
|    |                                       |       |
| 4. | "Thorn Tree in the Garden" (Whitlock) | 2:53  |
|    |                                       |       |
|    |                                       | 19:17 |
|    |                                       |       |
W większości wersji CD, wszystkie utwory pojawiają się na jednej płycie.

## Skład
- Eric Clapton – gitary prowadzące i rytmiczne, główny wokal
- Bobby Whitlock – organy, fortepian, wokal, gitara akustyczna
- Jim Gordon – perkusja, instrumenty perkusyjne, fortepian
- Carl Radle – gitara basowa, instrumenty perkusyjne
- Duane Allman – gitara slide i gitara prowadząca (utwory 4 - 14)

### Produkcja (Layla and Other Assorted Love Songs)
- Tom Dowd – Główny producent
- Ron Albert – Inżynier dźwięku
- Chuck Kirkpatrick – Inżynier dźwięku
- Howie Albert – Inżynier dźwięku
- Carl Richardson – Inżynier dźwięku
- Mac Emmerman – Inżynier dźwięku
- Dennis M. Drake – Mastering
- Emile Théodore Frandsen de Schomberg – Obraz na okładce "La Fille au Bouquet"

### Produkcja wersjiThe Layla Sessions
- Bill Levenson – Producent
- Steve Rinkoff – Mikser
- Dan Gellert – Inżynier dźwięku
- Bob Ludwig – Mastering
- Scott Hull – Edycja Cyfrowa
- Gene Santoro – Esej
- Mitchell Kanner – Dyrektor Artystyczny
- George Lebon – Dyrektor Artystyczny

## Single
- "Layla" / "Bell Bottom Blues" (Polydor Records, 1970)
- "Layla" / "I Am Yours" (Atco Records, 1971)
- "Bell Bottom Blues" / "Keep On Growing" (Polydor Records, 1971)
- "Bell Bottom Blues" / "Little Wing" (RSO Records, 1973)